# Quintus Mucius Scaevola (Konsul 174 v. Chr.)
Quintus Mucius Scaevola war ein römischer Konsul und Politiker.

## Herkunft und familiäres Umfeld
Quintus Mucius Scaevola entstammte der plebejischen Nobilität der Römischen Republik. Obwohl sich die Mucier der Abstammung von dem in der römischen Königszeit auftretenden Gaius Mucius Scaevola rühmten, ist diese legendäre Abstammung unwahrscheinlich, denn die erst im 3. Jahrhundert v. Chr. in Erscheinung tretenden Geschlechtsangehörigen waren unzweifelhaft Plebejer. So auch sein Vater Quintus Mucius Scaevola, der 215 v. Chr. Prätor  war. Quintus’ älterer Bruder war der Konsul des Jahres 175 v. Chr., Publius Mucius Scaevola. Sein Sohn Quintus Mucius Scaevola bekleidete das Amt des Konsuls im Jahr 117 v. Chr.

## Leben und politische Laufbahn
Das Geburtsjahr des Quintus Mucius Scaevola ist unbekannt, muss aber im späteren 3. Jahrhundert v. Chr. gelegen haben, da man zum Erlangen des Konsulats 43 Jahre alt gewesen sein musste. Wie schon sein Vater und sein Bruder Publius war er ein Anhänger und Gefolgsmann der mächtigen und einflussreichen Nobilitätsfamilie der Fulvier. Deshalb wurden beide Brüder 179 v. Chr. zu Prätoren gewählt, als die zwei fulvischen Brüder Quintus Fulvius Flaccus und Lucius Manlius Acidinus Fulvianus Konsuln waren. Sein älterer Bruder Publius wurde praetor urbanus, während ihm selbst Sizilien als Provinz zugewiesen wurde. Für das Jahr 174 v. Chr. wurde er dann mit Spurius Postumius Albinus Paullulus zum Konsul gewählt. Bei Ausbruch des Krieges mit dem makedonischen König Perseus 171 v. Chr. wurde er als Consular mit anderen dem amtierenden Konsul Publius Licinius Crassus als Militärtribun zur Seite gestellt. In einem Reitergefecht am Kallinikos in Thessalien, das für Rom unglücklich verlief, führte er die Mannschaften des Zentrums. Der mit seinen Leistungen wohl unzufriedene Crassus schickte ihn daraufhin mit 2000 Mann zur Einnahme und Besetzung von Ambrakia. Danach wird er in der antiken Literatur nicht mehr erwähnt.